# Parafia św. Barbary w Dąbrowie Górniczej
Parafia Świętej Barbary w Dąbrowie Górniczej – rzymskokatolicka parafia, położona w dekanacie dąbrowskim – Najświętszej Maryi Panny Anielskiej, diecezji sosnowieckiej, metropolii częstochowskiej w Polsce, erygowana w 1957. Mieści się przy ulicy Legionów Polskich.

## Proboszczowie
- Ks. Marian Ratuszny – (pierwszy) proboszcz od 23 marca 1957 r. Z uwagi na pogarszający się stan zdrowia oraz zwiększone obowiązki związane w koniecznością budowy świątyni dla nowego osiedla mieszkaniowego Mydlice złożył rezygnację z pełnionej funkcji
- Ks. Zygmunt Woźniak – drugi proboszcz od 6 lipca 1981 r. Już we wrześniu 1983 roku biskup Stefan Bareła wydzielił z parafii św. Barbary tak zwany wikariat terenowy i ksiądz Z. Woźniak zaczął pełnić obowiązki duszpasterskie dla nowej wspólnoty św. Maksymiliana Marii Kolbego w osiedlu Mydlice.
- Ks.Władysław Włodarski trzeci proboszcz od września 1983 r. swoje obowiązki pełnił bardzo krótko, zmarł bowiem 4 stycznia 1985 roku.
- Ks. Bernard Bekus – ur. 24 kwietnia 1939 r., zmarł 2 marca 2008 r., o godz. 10:10 w szpitalu miejskim w Dąbrowie Górniczej. Święcenia kapłańskie otrzymał 29 czerwca 1962 r. Proboszcz parafii od 1985 roku.

- Ks. Wojciech Stach – ur. 5 sierpnia 1958 r. Święcenia kapłańskie przyjął 11 czerwca 1983 r. Proboszcz parafii od 9 marca 2008 r. (zobacz dekret biskupa). Uroczyste objęcie parafii odbyło się 20 kwietnia 2008.

## Grupy działające przy Parafii
- Ministranci
- Młodzieżowa schola
- Akcja Katolicka parafii Św. Barbary